# Lista de primeiros-ministros das Ilhas Salomão
O primeiro-ministro é o chefe de governo das Ilhas Salomão. Esta é a lista dos primeiros-ministros das Ilhas Salomão após 1978.

Brasão de Armas das Ilhas Salomão.

## Primeiros-ministros das Ilhas Salomão
| Nome | Nome                    | Mandato                | Mandato                | Partido                                   |
| Nome | Nome                    | Início                 | Final                  | Partido                                   |
| ---- | ----------------------- | ---------------------- | ---------------------- | ----------------------------------------- |
|      | Sir Peter Kenilorea     | 7 de julho de 1978     | 31 de agosto de 1981   | Partido Unido das Ilhas Salomão           |
|      | Solomon Mamaloni        | 31 de agosto de 1981   | 19 de novembro de 1984 | Partido da Aliança do Povo                |
|      | Sir Peter Kenilorea     | 19 de novembro de 1984 | 1 de dezembro de 1986  | Partido Unido das Ilhas Salomão           |
|      | Ezekiel Alebua          | 1 de dezembro de 1986  | 28 de março de 1989    | Partido Unido das Ilhas Salomão           |
|      | Solomon Mamaloni        | 28 de março de 1989    | 18 de junho de 1993    | Partido da Aliança do Povo                |
|      | Sir Francis Billy Hilly | 18 de junho de 1993    | 7 de novembro de 1994  | Partido da Aliança do Povo                |
|      | Solomon Mamaloni        | 7 de novembro de 1994  | 27 de agosto de 1997   | Grupo de Unidade Nacional e Reconciliação |
|      | Bartholomew Ulufa'alu   | 27 de agosto de 1997   | 30 de junho de 2000    | Partido Liberal                           |
|      | Manasseh Sogavare       | 30 de junho de 2000    | 17 de dezembro de 2001 | Partido Progressista do Povo              |
|      | Sir Allan Kemakeza      | 17 de dezembro de 2001 | 20 de abril de 2006    | Partido da Aliança do Povo                |
|      | Snyder Rini             | 20 de abril de 2006    | 4 de maio de 2006 88   | Associação dos Membros Independentes      |
|      | Manasseh Sogavare       | 4 de maio de 2006      | 20 de dezembro de 2007 | Grupo de Crédito Social das Ilhas Salomão |
|      | Derek Sikua             | 20 de dezembro de 2007 | 25 de agosto de 2010   | Partido Liberal das Ilhas Salomão         |
|      | Danny Philip            | 25 de agosto de 2010   | 16 de novembro de 2011 | Reforma do Partido Democrático            |
|      | Gordon Darcy Lilo       | 16 de novembro de 2011 | 9 de dezembro de 2014  | Coalização Nacional para Reforma e Avanço |
|      | Manasseh Sogavare       | 9 de dezembro de 2014  | 15 de novembro de 2017 | Independente                              |
|      | Rick Houenipwela        | 15 de novembro de 2017 | 24 de abril de 2019    | Partido da Aliança Democrática            |
|      | Manasseh Sogavare       | 24 de abril de 2019    | 2 de maio de 2024      | Nosso Partido                             |
|      | Jeremiah Manele         | 2 de maio de 2024      | presente               | Nosso Partido                             |